# Kanjanaporn Saengkoon
Kanjanaporn Saengkoon (in thailandese กาญจนาพร แสนคุณ; Loei, 18 luglio 1996) è una calciatrice thailandese, difensore del BG-Bundit Asia.

## Carriera

### Nazionale
Con la Nazionale thailandese ha preso parte alla Campionato mondiale femminile di calcio 2019 svoltasi in Francia.